# Англад
Англад (фр. Anglade) насеље је и општина у југозападној Француској у региону Аквитанија, у департману Жиронда која припада префектури Бле.
По подацима из 2011. године у општини је живело 911 становника, а густина насељености је износила 65,92 становника/km². Општина се простире на површини од 13,82 km². Налази се на средњој надморској висини од 11 метар (максималној 32 m, а минималној 1 m).

## Демографија
| 1962. | 1968. | 1975. | 1982. | 1990. | 1999. | 2011. |
| ----- | ----- | ----- | ----- | ----- | ----- | ----- |
| 751   | 853   | 777   | 796   | 758   | 769   | 911   |

График промене броја становника у току последњих година